# دهه ۲۳۰ (پیش از میلاد)
دهه ۲۳۰ (پیش از میلاد) ۲۳مین دهه قبل از مبدا شروع تقویم میلادی است.